# سلطان سعيد المنصوري
سلطان بن سعيد المنصوري، سياسي أماراتي، شغل منصب وزير الاقتصاد في حكومة دولة الإمارات منذ 17 فبراير 2008 وحتى 5 يوليو 2020. كما شغل سابقا عدة مناصب وزارية.

## حياته
يحمل سلطان بن سعيد المنصوري درجة البكالوريوس في الهندسة الصناعية ونظم الإدارة من جامعة ولاية أريزونا.
شغل منصب وزير الاتصالات (2004)، ووزير للمواصلات والاتصالات (2004-2006)، ووزير لتطوير القطاع الحكومي (2006-2008).
عين سلطان بن سعيد المنصوري وزيراً للاقتصاد في تعديل وزاري في 17 فبراير 2008. حيث عمل على تقليل اعتماد البلاد على عائدات النفط. وفي مارس 2015، سمحت وزارة الاقتصاد بالملكية الكاملة للشركات الأجنبية في المناطق الحرة في البلاد. وفي نوفمبر 2018، وضع استراتيجيته لتعزيز العلاقات بين الإمارات ودول أمريكا اللاتينية، مع الحفاظ على استراتيجية تجارية ثنائية قوية مع الصين.
وبحكم منصبه الوزاري، شغل أيضاً منصب رئيس الهيئة العامة للطيران المدني في دولة الإمارات العربية المتحدة. كما شغل بالإضافة إلى منصبه المناصب التالية:
- رئيس مجلس إدارة هيئة الأوراق المالية والسلع.
- رئيس مجلس إدارة هيئة التأمين.
- رئيس مجلس الإمارات للمستثمرين بالخارج.
- رئيس مركز دبي لتطوير الاقتصاد الإسلامي.
- رئيس مجلس الإمارات للمشاريع الصغيرة والمتوسطة.
- رئيس اللجنة العليا لحماية المستهلك.
- رئيس لجنة التنسيق والتعاون الاقتصادي.
- رئيس اللجنة الوطنية لمتابعة برنامج المناخ الاستثماري.
- عضو باللجنة الوطنية للتركيبة السكانية.
- عضو باللجنة المالية والاقتصادية.
- عضو مجلس إدارة جهاز الإمارات للاستثمار.